# Егоров, Георгий Васильевич
Гео́ргий Васи́льевич Его́ров (28 декабря 1923, Тюменцево — 28 февраля 1992, Барнаул) — советский писатель и журналист. Заслуженный работник культуры РСФСР (1984).

## Биография
Родился в селе Тюменцево Алтайского края. В юности работал грузчиком, трактористом, шофёром. На фронтах Отечественной войны командовал взводом конной разведки, участвовал в Сталинградской битве, в боях под Курском, на Кубани. Демобилизовался в 1944 году после тяжёлого ранения.
Работал в газетах Солтонского и Романовского районов, в краевом радиокомитете, в «Алтайской правде». Его материалы отличались остротой, бескомпромиссностью и порой становились предметом обсуждения не только районных, но и краевых партийных органов, при этом позиция автора часто подвергалась осуждению в партийных комитетах.
Георгия Егорова не удовлетворяла журналистская работа. Он стремился к созданию больших полотен. Богатые жизненные впечатления просились на бумагу. Это были впечатления раннего детства и трудных военных лет. Он вспомнил, как в двадцатых, начале тридцатых годов в их доме собирались товарищи отца по гражданской войне, партизанскому полку Красных Орлов. Собирались не случайно, ведь отец будущего писателя был сподвижником командира этого легендарного полка Фёдора Колядо. Георгий Васильевич начинает изучать архивные материалы, и вместе с этим к нему приходит понимание того, какую роль в истории Алтая и Сибири играли эти люди. Так в 1963 году появился первый роман Егорова «Солона ты, земля!». Трудно найти на Алтае произведение местного писателя, которое пользовалось такой популярностью. Книга выдержала семь изданий. Тернистый путь прошло её продолжение — «На земле живущим», долго пролежавшее в столе по цензурным соображениям и увидевшее свет только в 1988 году. Другим крупным произведением Георгия Васильевича была «Книга о разведчиках». Она тоже выдержала несколько изданий, в том числе и в Москве. Заслужила высокую оценку В. П. Астафьева.
Из-под пера писателя вышли также повести «Крушение Рогова» и «Горсть огня». За документальные очерки о советской милиции Г. В. Егоров удостоен диплома МВД и Союза писателей СССР. В 1984 году ему было присвоено почётное звание «Заслуженный работник культуры».
Умер 28 февраля 1992 года в Барнауле.

## Память
В Тюменцевском районе Алтайского края ежегодно проводятся краевые Егоровские чтения. Имя писателя носит Центральная районная библиотека. На её фасаде установлена мемориальная доска.